# Томпсон, Майкл
Майкл Джордж Томпсон (англ. Mychal George Thompson; родился 30 января 1955, Нассау, Багамские Острова) — американский профессиональный баскетболист. Томпсон выиграл два чемпионата НБА в составе «Лос-Анджелес Лейкерс» в эпоху «Шоутайм» в 1980-х годах. Отец Клея Томпсона, действующего игрока «Даллас Маверикс».

## Ранние годы
Томпсон родился в католической семье в Нассау, Багамы, где он вырос, играя в баскетбол на местных площадках. В конце концов, подростком он переехал в Соединенные Штаты, чтобы участвовать в соревнованиях на более высоком уровне. Поселившись в Майами, штат Флорида, Томпсон посещал среднюю школу Майами Джексон. Затем Томпсон учился в Миннесотском университете, где он провел выдающуюся студенческую карьеру.

## Карьера в НБА
«Портленд Трэйл Блэйзерс» выбрали Томпсона под 1-м номером на драфте НБА в 1978 году. Томпсон играл в составе «Портленда» в течение восьми лет, где выступал как на позиции тяжелого форварда, так и центрового. В 1978 году он был включен в Мужскую баскетбольную всеамериканскую сборную NCAA, а в 1981-82 годах провел, пожалуй, свой лучший статистический сезон, набирая в среднем 20,8 очков и 11,7 подборов за игру. В межсезонье 1987 года Томпсон был обменян в «Сан-Антонио Спёрс» на центрового/форварда Стива Джонсона. Томпсон отыграл в составе «Спёрс» всего полсезона, после чего был снова обменян в феврале 1987 года, на этот раз в «Лос-Анджелес». Томпсон был приобретен в качестве запасного центрового и тяжёлого форварда. Таким образом, в команде «Лейкерс», которую тренировал Пэт Райли, было четыре игрока, выбранных на драфте НБА под первым номером, включая Карима Абдул-Джаббара (1969), Мэджика Джонсона (1979) и Джеймса Уорти (1982). Обмен оказался ценным для «Лейкерс» 1986-87 годов, которые победили «Бостон» и завоевали титул чемпиона НБА 1987 года. В шестой игре финала НБА 1987 года он набрал 15 очков и девять подборов, сыграв 37 минут, и «Лейкерс» выиграли серию.
Томпсон принял участие в 193 из 197 игр регулярного чемпионата «Лейкерс» с момента приобретения до сезона 1988—1989 годов, в девяти из них в качестве основного игрока. В сезонах 1987-88 и 1988-89 он зарекомендовал себя как надежный запасной игрок для возрастного Абдул-Джаббара.
По состоянию на 2022 год, Мичел и его сын Клэй являются одним из пяти дуэтов «отец-сын», каждый из которых выиграл чемпионат НБА в качестве игрока. Другими были (в хронологическом порядке совершения этого подвига) Мэтт Гукас-старший и его сын Мэтт Гукас-младший, Рик Барри и его сын Брент Барри, Билл Уолтон и его сын Люк Уолтон, и Гэри Пэйтон и его сын Гэри Пэйтон II. Томпсоны, наряду с Уолтонами, также являются единственными тандемами «отец-сын», которые выиграли по два чемпионата, причем Томпсоны — единственный тандем, который побеждал два года подряд.

## Карьера игрока
Играл на позиции тяжёлого форварда и центрового. Учился в Миннесотском университете, в 1978 году был выбран на драфте НБА под 1-м номером командой «Портленд Трэйл Блэйзерс», таким образом, став первым иностранцем в истории ассоциации, выбранным под первым номером. Позже выступал за команды «Сан-Антонио Спёрс», «Лос-Анджелес Лейкерс» и «Ювеказерта». Всего в НБА провёл 12 сезонов. В сезонах 1986/1987 и 1987/1988 годов Томпсон стал чемпионом НБА в составе «Лейкерс». Включался в 1-ю сборную новичков НБА (1979). Один раз включался в 1-ю всеамериканскую сборную NCAA (1978), а также один раз — во 2-ю всеамериканскую сборную NCAA (1977). Всего за карьеру в НБА сыграл 935 игр, в которых набрал 12 810 очков (в среднем 13,7 за игру), сделал 6951 подбор, 2141 передачу, 701 перехват и 1073 блок-шота.

## Личная жизнь
В 1987 году Томпсон женился на своей жене Джули, и у них есть три сына — Мичел, Клэй и Трейс. Мичел недолго играл в НБА за команду «Кливленд Кавальерс», Клэй- защитник «Голден Стэйт Уорриорз» и выиграл четыре чемпионата НБА, а Трейс — аутфилдер «Лос-Анджелес Доджерс».
Томпсон получил прозвище «сладкие колокольчики» в честь Уолта Беллами, который носил прозвище «колокольчики». Документальный фильм о жизни Томпсона «Трэйл Блэйзерс: История Мичала Томпсона» был показан в Regal Cinemas на LA Live в Лос-Анджелесе 21 ноября 2013 года. Брат Томпсона, Эндрю (Энди) Томпсон, был исполнительным продюсером документального мини-сериала Майкла Джордана «Последний танец». Энди Томпсон подал Адаму Сильверу идею документального фильма, когда оба работали в NBA Entertainment, зная, что Майкл Джордан писал свое имя как «Mychal Jordan», поскольку он боготворил Майкла Томпсона.

## Статистика

### Статистика в НБА
| Сезон                                                                                    | Команда     | Регулярный сезон | Регулярный сезон | Регулярный сезон | Регулярный сезон | Регулярный сезон | Регулярный сезон | Регулярный сезон | Регулярный сезон | Регулярный сезон | Регулярный сезон | Регулярный сезон | Серия плей-офф | Серия плей-офф | Серия плей-офф | Серия плей-офф | Серия плей-офф | Серия плей-офф | Серия плей-офф | Серия плей-офф | Серия плей-офф | Серия плей-офф | Серия плей-офф |
| Сезон                                                                                    | Команда     | GP               | GS               | MPG              | FG%              | 3P%              | FT%              | RPG              | APG              | SPG              | BPG              | PPG              | GP             | GS             | MPG            | FG%            | 3P%            | FT%            | RPG            | APG            | SPG            | BPG            | PPG            |
| ---------------------------------------------------------------------------------------- | ----------- | ---------------- | ---------------- | ---------------- | ---------------- | ---------------- | ---------------- | ---------------- | ---------------- | ---------------- | ---------------- | ---------------- | -------------- | -------------- | -------------- | -------------- | -------------- | -------------- | -------------- | -------------- | -------------- | -------------- | -------------- |
| 1978/79                                                                                  | Портленд    | 73               |                  | 29,4             | 49,0             |                  | 57,2             | 8,3              | 2,4              | 0,9              | 1,8              | 14,7             | 3              |                | 40,3           | 50,0           |                | 50,0           | 10,3           | 2,0            | 0,7            | 1,7            | 19,7           |
| 1980/81                                                                                  | Портленд    | 79               |                  | 35,3             | 49,4             | 0,0              | 64,1             | 8,7              | 3,6              | 0,8              | 2,2              | 17,0             | 3              |                | 44,0           | 60,8           | -              | 72,2           | 7,7            | 1,3            | 1,0            | 3,0            | 25,0           |
| 1981/82                                                                                  | Портленд    | 79               | 78               | 39,6             | 52,3             | -                | 62,8             | 11,7             | 4,0              | 0,9              | 1,4              | 20,8             | Не участвовал  | Не участвовал  | Не участвовал  | Не участвовал  | Не участвовал  | Не участвовал  | Не участвовал  | Не участвовал  | Не участвовал  | Не участвовал  | Не участвовал  |
| 1982/83                                                                                  | Портленд    | 80               | 80               | 37,7             | 48,9             | 0,0              | 62,1             | 9,4              | 4,8              | 0,9              | 1,4              | 15,7             | 7              | 0              | 40,6           | 47,1           | -              | 65,8           | 8,0            | 5,6            | 0,9            | 1,1            | 15,0           |
| 1983/84                                                                                  | Портленд    | 79               | 74               | 33,5             | 52,4             | 0,0              | 66,7             | 8,7              | 3,9              | 1,1              | 1,4              | 15,7             | 4              | 0              | 30,3           | 50,0           | -              | 77,3           | 7,3            | 3,8            | 1,3            | 0,8            | 15,3           |
| 1984/85                                                                                  | Портленд    | 79               | 55               | 33,1             | 51,5             | -                | 68,4             | 7,8              | 2,6              | 1,0              | 1,3              | 18,4             | 9              | 0              | 27,8           | 49,0           | -              | 67,3           | 8,0            | 1,6            | 0,8            | 1,3            | 14,8           |
| 1985/86                                                                                  | Портленд    | 82               | 78               | 31,3             | 49,8             | -                | 64,1             | 7,4              | 2,1              | 0,9              | 0,4              | 14,7             | 4              | 4              | 35,0           | 57,4           | -              | 53,8           | 8,3            | 3,5            | 0,3            | 0,8            | 19,0           |
| 1986/87                                                                                  | Сан-Антонио | 49               | 6                | 24,7             | 43,6             | 100,0            | 73,5             | 5,6              | 1,8              | 0,6              | 0,8              | 12,3             | Не участвовал  | Не участвовал  | Не участвовал  | Не участвовал  | Не участвовал  | Не участвовал  | Не участвовал  | Не участвовал  | Не участвовал  | Не участвовал  | Не участвовал  |
| 1986/87                                                                                  | Лейкерс     | 33               | 1                | 20,6             | 48,0             | -                | 74,3             | 4,1              | 0,8              | 0,4              | 0,7              | 10,1             | 18             | 0              | 22,3           | 45,3           | -              | 68,0           | 4,9            | 0,5            | 0,4            | 0,9            | 8,8            |
| 1987/88                                                                                  | Лейкерс     | 80               | 1                | 25,1             | 51,2             | 0,0              | 63,4             | 6,1              | 0,8              | 0,5              | 1,0              | 11,6             | 24             | 0              | 25,6           | 51,3           | -              | 58,1           | 7,1            | 0,5            | 0,7            | 0,9            | 9,7            |
| 1988/89                                                                                  | Лейкерс     | 80               | 8                | 24,9             | 55,9             | 0,0              | 67,8             | 5,8              | 0,6              | 0,7              | 0,7              | 9,2              | 15             | 0              | 25,1           | 50,8           | -              | 68,3           | 5,1            | 0,7            | 0,4            | 0,8            | 11,4           |
| 1989/90                                                                                  | Лейкерс     | 70               | 70               | 26,9             | 50,0             | -                | 70,6             | 6,8              | 0,6              | 0,5              | 1,0              | 10,1             | 9              | 8              | 25,0           | 47,7           | -              | 61,5           | 4,3            | 0,2            | 0,2            | 1,4            | 6,4            |
| 1990/91                                                                                  | Лейкерс     | 72               | 4                | 15,0             | 49,6             | 0,0              | 70,5             | 3,2              | 0,3              | 0,3              | 0,3              | 4,0              | 8              | 0              | 5,3            | 28,6           | -              | -              | 1,1            | 0,0            | 0,0            | 0,4            | 0,5            |
|                                                                                          | Всего       | 935              | 455              | 29,7             | 50,4             | 9,1              | 65,5             | 7,4              | 2,3              | 0,8              | 1,1              | 13,7             | 104            | 12             | 26,0           | 50,1           | -              | 64,8           | 6,0            | 1,2            | 0,5            | 1,0            | 10,9           |
| Наведите курсор мыши на аббревиатуры в заголовке таблицы, чтобы прочесть их расшифровку. |             |                  |                  |                  |                  |                  |                  |                  |                  |                  |                  |                  |                |                |                |                |                |                |                |                |                |                |                |